# Мінкарло
Мінкарло (англ. Mincarlo) — скелястий острів в архіпелазі островів Сіллі, Велика Британія, омивається Кельтським морем.